# Lindsey Abudei
Lindsey Abudei là một ca sĩ và nhạc sĩ dòng nhạc neo-soul sinh ra ở Nigeria. Cô bắt đầu ghi âm và có những lần làm việc chung với MI và Jesse Jagz vào năm 2004, lúc ấy cô vẫn còn là một sinh viên Luật tại Jos, Nigeria. Về sau, cô đã phát hành hai dự án solo; Brown: The EP và...And the Bass Is Queen.

## Đầu đời và giáo dục
Abudei là người có gốc vùng nói tiếng Igbo của bang Delta, Nigeria; nhưng cô được sinh ra và lớn lên ở Jos, Nigeria. Cô có bằng Luật tại Đại học Jos nhưng sau lại chọn âm nhạc làm con đường sự nghiệp.

## Sự nghiệp
Abudei được sinh ra trong gia đình có mối liên quan đến âm nhạc, cha mẹ cô đã tham gia ca hát trong những năm đầu của họ. Những ca sĩ đã gắn bó với cô trong suốt những năm tháng cuộc đời là Stevie Wonder, Roberta Flack, Sade, Prince, Nat King Cole, R.E.M. Skeeter Davis, Andy Williams, The Beach Boys và Omar Lye-Fook, họ đã truyền cảm hứng cho cô theo đuổi dòng nhạc neo-soul và R&B.